# Klovaharun
Klovaharun, ook gespeld als Klovharu of Klovharun, dat zich laat vertalen als 'het gespleten eilandje', is een klein eiland in de Pellinki-archipel, in de Finse Golf. Op het eiland staat één huisje, dat voorheen eigendom was van schrijfster Tove Jansson. Ze schonk het in 1995 aan de lokale eilandgemeenschapsvereniging van Pellinki. Het eiland ligt circa 80 km ten oosten van de Finse hoofdstad Helsinki en circa 30 km ten zuiden van de stad Porvoo. Het is onderdeel van de laatstgenoemde gemeente.
Het is een laag eiland van slechts twee hectare en zonder bomen. In 1965 kreeg Jansson toestemming om er een huis te bouwen. Het is klein en eenvoudig, en er is geen elektriciteit. Het heeft slechts één kamer, met ramen in alle vier de muren. en een twee meter diepe kelder.

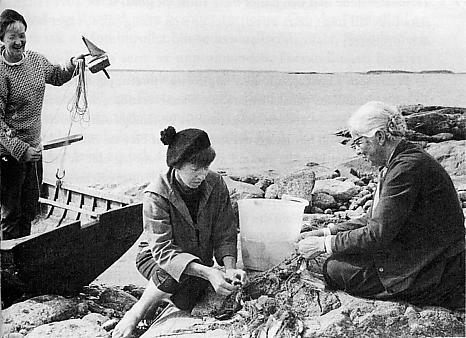
Tove Jansson (midden) op het eiland.

Samen met haar levenspartner, de grafisch ontwerper Tuulikki Pietilä, woonde ze er elk jaar van mei tot en met september. Het leven op het eiland tekende het stel in 1996 op in het boek Anteckningar från en ö ('Aantekeningen vanaf een eiland'). Drie jaar later ging eveneens de documentaire Haru, yksinäinen saari ('Haru, een eenzaam eiland') in première. Daarnaast zijn er elementen van het leven op het eiland verwerkt in sommige Moemins-uitgaven.
In 1991, toen Jansson inmiddels 76 jaar was, besloten ze het eiland - na bijna dertig jaar - voorgoed te verlaten. De aanleiding was een heftige storm waardoor hun boot zonk, een ervaring die Jansson erg beangstigde. Ze schonk het huis in 1995 aan de lokale gemeenschapsvereniging van Pellinge, die het in de zomer verhuurt om de onderhoudskosten te dekken. Het eiland is officieel onbewoond.